# Diócesis de San Miguel (El Salvador)
La diócesis de San Miguel (en latín: Dioecesis Sancti Michaelis) es una circunscripción eclesiástica de la Iglesia católica en El Salvador. Se trata de una diócesis latina, sufragánea de la arquidiócesis de San Salvador. Desde el 7 de diciembre de 2017 su obispo es Fabio Reynaldo Colindres Abarca.

## Territorio y organización
La diócesis tiene 4798 km² y extiende su jurisdicción sobre los fieles católicos de rito latino residentes en los departamentos de La Unión, Morazán y gran parte del de San Miguel.
La sede de la diócesis se encuentra en la ciudad de San Miguel, en donde se halla la Catedral basílica santuario Nuestra Señora de la Paz.
En 2022 en la diócesis existían 51 parroquias agrupa das en 6 vicariatos: Reina de la Paz, Inmaculada Concepción, El Salvador del Mundo, Juan Pablo II, Mons. Óscar Romero y San Juan Bautista.

## Historia
La diócesis fue erigida el 11 de febrero de 1913, obteniendo el territorio de la diócesis de San Salvador, la cual fue elevada simultáneamente al rango de sede metropolitana.
La iglesia de San Francisco inicialmente se convirtió en una catedral temporal, a la espera de que se completara la construcción de la catedral actual. En los primeros años posteriores a la erección de la diócesis, jugó un papel importante el sacerdote francés Víctor Basilio Plantier, quien se mudó desde México tras su expulsión del país, fundando el jardín de infantes San Antonio, el colegio Santa Sofía, la imprenta y el Periódico Chaparrastique. Fue secretario privado del obispo y vicario general de 1925 a 1926.
El 6 de enero de 1916 Juan Antonio Dueñas y Argumedo publicó una carta pastoral que contenía un edicto episcopal en el que establecía la organización de la diócesis, que dividió en siete vicariatos. Acogió en la diócesis a varias congregaciones religiosas: los redentoristas, que se dedicaron a la enseñanza en el seminario y a las misiones populares; los paulinos; los franciscanos españoles; los claretianos; los hermanos maristas de las escuelas y algunas congregaciones de monjas para el cuidado de los enfermos y ancianos y para las escuelas.
El obispo Dueñas y Argumedo estimuló con las entradas la devoción popular a la patrona de San Miguel, la Reina de la Paz con las entradas. Obtuvo la concesión del patrocinio del papa Benedicto XV y fue coronada e entronizada con una misa solemne el 21 de noviembre de 1921, frente a la catedral en construcción, como conclusión de la semana social del clero. Celebró el Congreso Eucarístico diocesano los días 17 y 18 de noviembre de 1935.
Desde 1942 se desempeñó en la diócesis como párroco de la catedral Óscar Arnulfo Romero y Galdámez, quien también fue secretario personal del obispo Miguel Ángel Machado y Escobar. Este obispo se sirvió del clero extranjero para hacer frente a la escasez de clero autóctono, en particular de los franciscanos de la provincia de Venecia, a los que confió algunas parroquias, y más tarde a los misioneros de la diócesis de Cleveland, que establecieron una misión permanente.
El 30 de agosto de 1954, con la carta apostólica Peculiari sane, el papa Pío XII proclamó a san Pío X como patrono principal de la diócesis.
El 2 de diciembre de 1954 cedió una porción de su territorio para la erección de la diócesis de Santiago de María mediante la bula Eius vestigia del papa Pío XII.
En 1962, tras un siglo de construcción, se terminó la catedral. Al año siguiente se celebró un nuevo Congreso Eucarístico diocesano, que tuvo lugar del 28 de abril al 12 de mayo de 1963.
En el breve episcopado de Lorenzo Graciano y Antonelli se prestó atención a la formación de los laicos, especialmente de las zonas rurales, en cumplimiento del decreto Apostolicam Actuositatem del Concilio Vaticano II. La diócesis acogió como misioneros a los franciscanos de la provincia irlandesa.
Durante el episcopado de José Eduardo Álvarez Ramírez, el proyecto de formación El Castaño, iniciado por su antecesor y encomendado a los misioneros de Cleveland, fue interrumpido en 1980 debido al clima de violencia y persecución contra la Iglesia implementado por el gobierno.
El episcopado de Romeo Tovar Astorga también fue breve, pero logró reorganizar la diócesis en vicariatos foráneos y erigió nueve parroquias.

## Estadísticas
Según el Anuario Pontificio 2023 la diócesis tenía a fines de 2022 un total de 852 355 fieles bautizados.
| Año                                                                             | Población            | Población | Población      | Sacerdotes | Sacerdotes    | Sacerdotes    | Bautizados por sacerdote | Diáconos permanentes | Religiosos | Religiosos | Parroquias |
| Año                                                                             | Bautizados católicos | Total     | % de católicos | Total      | Clero secular | Clero regular | Bautizados por sacerdote | Diáconos permanentes | Varones    | Mujeres    | Parroquias |
| ------------------------------------------------------------------------------- | -------------------- | --------- | -------------- | ---------- | ------------- | ------------- | ------------------------ | -------------------- | ---------- | ---------- | ---------- |
| 1950                                                                            | 556 083              | 556 783   | 99.9           | 25         | 22            | 3             | 22 243                   |                      | 13         | 22         | 28         |
| 1966                                                                            | 478 674              | 491 879   | 97.3           | 20         | 17            | 3             | 23 933                   |                      | 14         | 39         | 21         |
| 1968                                                                            | 603 982              | 627 314   | 96.3           | 38         | 28            | 10            | 15 894                   |                      | 22         | 52         | 24         |
| 1976                                                                            | 580 875              | 603 319   | 96.3           | 12         | 3             | 9             | 48 406                   |                      | 27         | 42         | 24         |
| 1980                                                                            | 587 900              | 613 000   | 95.9           | 24         | 17            | 7             | 24 495                   |                      | 16         | 31         | 23         |
| 1990                                                                            | 684 000              | 662 000   | 103.3          | 34         | 28            | 6             | 20 117                   |                      | 13         | 31         | 23         |
| 1999                                                                            | 796 000              | 825 000   | 96.5           | 52         | 48            | 4             | 15 307                   |                      | 11         | 34         | 37         |
| 2000                                                                            | 792 000              | 825 000   | 96.0           | 53         | 49            | 4             | 14 943                   |                      | 7          | 39         | 39         |
| 2001                                                                            | 600 000              | 1 000     | 60.0           | 49         | 45            | 4             | 12 244                   |                      | 10         | 35         | 42         |
| 2002                                                                            | 600 000              | 942 800   | 63.6           | 50         | 45            | 5             | 12 000                   |                      | 10         | 38         | 42         |
| 2003                                                                            | 610 000              | 1 100 000 | 55.5           | 57         | 50            | 7             | 10 701                   |                      | 8          | 44         | 43         |
| 2004                                                                            | 940 000              | 1 115 000 | 84.3           | 56         | 50            | 6             | 16 785                   | 1                    | 7          | 43         | 42         |
| 2010                                                                            | 862 350              | 1 235 000 | 69.8           | 61         | 55            | 6             | 14 136                   |                      | 49         | 71         | 44         |
| 2014                                                                            | 871 500              | 1 253 100 | 69.5           | 70         | 63            | 7             | 12 450                   |                      | 12         | 82         | 47         |
| 2017                                                                            | 880 000              | 1 267 000 | 69.5           | 81         | 72            | 9             | 10 864                   |                      | 14         | 82         | 47         |
| 2020                                                                            | 852 752              | 1 250 832 | 68.2           | 80         | 72            | 8             | 10 659                   |                      | 11         | 82         | 50         |
| 2022                                                                            | 852 355              | 1 251 537 | 68.1           | 79         | 71            | 8             | 10 789                   | 1                    | 11         | 12         | 51         |
| Fuente: Catholic-Hierarchy, que a su vez toma los datos del Anuario Pontificio. |                      |           |                |            |               |               |                          |                      |            |            |            |

## Episcopologio
- Juan Antonio Dueñas y Argumedo † (1 de agosto de 1913-3 de julio de 1941 falleció)
- Miguel Ángel Machado y Escobar † (25 de septiembre de 1942-10 de enero de 1968 renunció[nota 1])
- Lorenzo Michele Joseph Graziano, O.F.M. † (10 de enero de 1968 por sucesión-27 de junio de 1969 renunció[nota 2])
- José Eduardo Álvarez Ramírez, C.M. † (9 de diciembre de 1969-10 de abril de 1997 retirado)
- Romeo Tovar Astorga, O.F.M. (10 de abril de 1997 por sucesión-12 de mayo de 1999 nombrado obispo de Santa Ana)
- Miguel Ángel Morán Aquino (19 de julio de 2000-9 de febrero de 2016 nombrado obispo de Santa Ana)
- Fabio Reynaldo Colindres Abarca, desde el 7 de diciembre de 2017